# Белая Деревня
Белая Деревня — посёлок в Павловском районе Воронежской области Российской Федерации.
Входит в состав Петровского сельского поселения.
В посёлке имеется одна улица — Ворошилова.
| 2009 | 2010 |
| ---- | ---- |
| 21   | ↗35  |

В 2005 году в посёлке проживало 34 человека.